# Heidelberger Institut für Internationale Konfliktforschung
Das Heidelberger Institut für Internationale Konfliktforschung (HIIK) ist als unabhängiger und interdisziplinärer Verein am Institut für Politische Wissenschaft der Universität Heidelberg angesiedelt. Es widmet sich der Erforschung, Dokumentation und Auswertung inner-, zwischen-, trans- und substaatlicher politischer Konflikte.

## Allgemeines

### HIIK e.V. - der Verein
Das HIIK ging 1991 aus dem u. a. von der Deutschen Forschungsgemeinschaft (DFG) finanziell unterstützten Forschungsprojekt KOSIMO (Konflikt-Simulations-Modell) hervor, welches von Frank R. Pfetsch (Universität Heidelberg) geleitet wurde. Seitdem engagiert sich das HIIK in der Förderung und Verbreitung des Wissens um Entstehung, Verlauf und Beilegung inner-, zwischen-, trans- und substaatlicher politischer Konflikte.
In dem jährlich erscheinenden Konfliktbarometer werden die jeweils aktuellen Forschungsergebnisse veröffentlicht. Zudem aktualisiert und pflegt das HIIK fortlaufend seine Datenbank CONTRA.
Mit zu Beginn nicht mehr als zwanzig Mitarbeitern, ist das HIIK heute auf ca. 200 überwiegend studentische Konfliktbearbeiter angewachsen. Die wissenschaftliche Expertise des HIIK wird dabei auch durch seine enge institutionelle und
personelle Anbindung an das Institut für Politische Wissenschaft der Universität Heidelberg
sichergestellt.

### Konfliktbarometer
Das seit 1992 erscheinende Konfliktbarometer ist eine jährliche Analyse des globalen Konfliktgeschehens und die zentrale Publikation des HIIK. Gewaltlose und gewaltsame Krisen, Kriege, Staatsstreiche sowie Friedensverhandlungen stehen im Mittelpunkt der Untersuchung. In der Zusammenfassung des Verlaufs der weltweit stattfindenden Konflikte präsentiert das HIIK anschaulich die
Entwicklungen des jeweiligen Jahres, die graphisch und in Form von Texten erläutert werden. Das Globale Konfliktpanorama beschreibt hierbei die generelle Entwicklung. Die einzelnen Regionalteile geben sodann in
Form deskriptiver Texte einen Einblick in das Konfliktgeschehen in Asien und Ozeanien, Europa, den Amerikas, im subsaharischen Afrika sowie im Vorderen und Mittleren Orient und Maghreb.

## Die Heidelberger Methodik

### Methodischer Ansatz seit 2011
Bis zum Jahr 2010 wurden für die Evaluation von Konflikten maßgeblich
die erfassten Konfliktmaßnahmen und in Einzelfällen weitere Indikatoren
wie Todesopfer und Flüchtlingszahlen herangezogen. Mit der
überarbeiteten Heidelberger Methodik wird ab dem Beobachtungsjahr 2011
das konfliktwissenschaftliche Verfahren weiter ausdifferenziert und
systematisiert. So
erfolgt zum einen die Bestimmung der Intensität eines Konflikts nun
nicht mehr nur wie bisher auf der Ebene der Nationalstaaten und
Kalenderjahre, sondern auch für die einzelnen politischen Einheiten auf
subnationaler Ebene und auf der
Grundlage der Kalendermonate. Zum anderen erfolgt die Bestimmung der
Konfliktintensität nun durch eine Analyse mittels klar konzipierter
Indikatoren zur Bewertung der Mittel und Folgen des Konfliktaustrags,
die jedoch weiterhin auf dem Handeln und Kommunizieren der

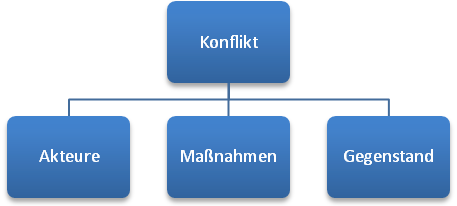
Konstituierende Elemente eines politischen Konfliktes gemäß HIIK-Methodologie

Konfliktakteure basiert.

### Das Basiskonzept des politischen Konflikts
Nach der Heidelberger Konfliktmethodik ist ein politischer Konflikt eine
Positionsdifferenz hinsichtlich gesamtgesellschaftlich relevanter Güter
– den Konfliktgegenständen – zwischen mindestens zwei maßgeblichen
direkt beteiligten Akteuren, die mittels beobachtbarer und aufeinander
bezogener Konfliktmaßnahmen ausgetragen wird, welche außerhalb
etablierter Regelungsverfahren liegen und eine staatliche Kernfunktion
oder die völkerrechtliche Ordnung bedrohen oder eine solche Bedrohung in
Aussicht stellen.
Die drei Elemente Konfliktakteure, Konfliktmaßnahmen und
Konfliktgegenstände bilden die konstitutiven Attribute eines politischen
Konflikts.

### Konfliktintensität
Ein weiteres wesentliches Merkmal politischer Konflikte ist die
Intensität, mit der sie ausgetragen werden. Die Konfliktintensität
ergibt sich aus dem Zusammenspiel der in einem geographischen Gebiet in
einem bestimmten Zeitraum eingesetzten Konfliktmaßnahmen.
Seit 2005 verwendet das HIIK eine fünfstufige
Intensitätsskala. Die überarbeitete Methodik benennt die
Intensitätsstufen nun als Disput, gewaltlose Krise, gewaltsame Krise,
begrenzter Krieg und Krieg. Die gewaltsame Krise, der begrenzte Krieg
und der Krieg bilden zusammen die Kategorie der Gewaltkonflikte, im
Unterschied zu den gewaltfreien Konflikten (Disput und gewaltlose Krise).
| Gewaltniveau          | Alte Bezeichnung    | Bezeichnung seit 2011 |
| --------------------- | ------------------- | --------------------- |
| gewaltfreie Konflikte | Latenter Konflikt   | Disput                |
| gewaltfreie Konflikte | Manifester Konflikt | Gewaltlose Krise      |
| Gewaltkonflikte       | Krise               | Gewaltsame Krise      |
| Gewaltkonflikte       | Schwere Krise       | Begrenzter Krieg      |
| Gewaltkonflikte       | Krieg               | Krieg                 |

Gewaltsame Konflikte entstehen sehr oft aus nicht gewaltsamen
Konflikten. Ebenso gilt, dass gewaltsame Konflikte nicht durch einen
plötzlichen Frieden beendet werden, sondern sich die Spannungen
schrittweise und mit Schwankungen abbauen. Das Konfliktbarometer verfolgt einen Konflikt, auch wenn er nicht mehr gewaltsam ausgetragen wird und prüft, ob das Ende einer gewaltsamen Auseinandersetzung tatsächlich das Ende des Konfliktes ist.
Eine Beschränkung der Untersuchungen allein auf gewaltsame Konflikte
würde den Blick auf jene Konflikte verstellen, die friedlich gelöst
wurden. Doch erst die Erfassung und Analyse jener Fälle, in denen das
Krisenmanagement den Ausbruch von Gewalt verhindern konnte,
ermöglicht einen umfassenden und verständnisvollen Blick auf die Welt
und ihre Konflikte.

### Ermittlung der Konfliktintensität
Dispute sind politische Konflikte, die vollständig ohne den Einsatz
physischer Gewalt ausgetragen werden. In gewaltlosen Krisen wird mit
Gewalt gedroht oder Gewalt gegen Sachen eingesetzt, ohne dass dabei die
physische Schädigung von Personen in Kauf genommen wird.
In den drei Stufen des Gewaltkonflikts – gewaltsame Krise, begrenzter
Krieg und Krieg – wird physische Gewalt gegen Personen (und oftmals auch
gegen Sachen) eingesetzt. Während in gewaltsamen Krisen Gewalt
vergleichsweise sporadisch auftritt, ist sie in den hochgewaltsamen
Konflikten – dem begrenzten Krieg und dem Krieg – in ihrem Einsatz
massiv und in ihren Folgen gravierend.
Zur Operationalisierung der gewaltsamen Konfliktintensitäten werden
die Mittel und Folgen des Gewalteinsatzes betrachtet. In der Dimension
der Mittel werden die Art der eingesetzten Waffen sowie die Zahl des
eingesetzten Personals (z. B. Soldaten, Rebellen, Demonstranten)
betrachtet. In der Dimension der Folgen des Gewalteinsatzes ist der
Blick auf die Zahl der Todesopfer und der Flüchtlinge gerichtet
sowie auf das Ausmaß der Zerstörung.

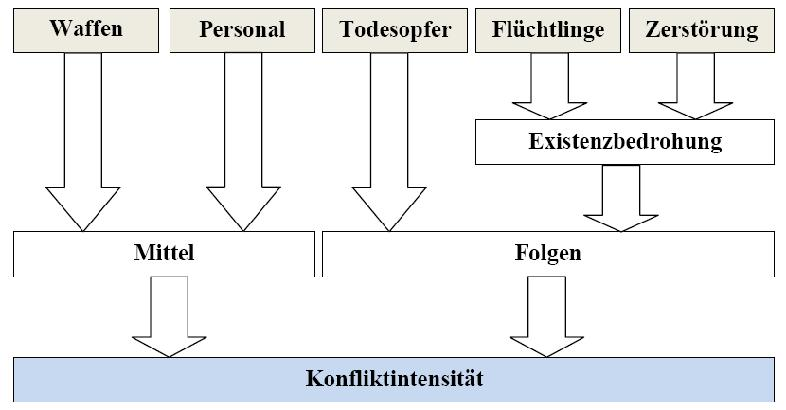
Ermittlung der Konfliktintensitäten gemäß HIIK-Methodologie

Die Bestimmung der Konfliktintensität erfolgt für jeden Kalendermonat
und für jede subnationale Einheit (z. B. Provinz), die von dem jeweiligen
Konflikt betroffen ist. Zur Darstellung im Konfliktbarometer und zur
graphischen Veranschaulichung werden diese Angaben zu Aussagen über die
maximale Konfliktbelastung in einem Land in einem Kalenderjahr aggregiert.
Zur weiteren Präzisierung dieser aggregierten Einschätzung wird
zusätzlich die Gesamtzahl der Todesopfer und Flüchtlinge in einem Jahr
in einem Konflikt herangezogen: Gewaltsame Krisen und begrenzte Kriege
werden um jeweils ein Intensitätslevel hochgestuft, wenn ausgesprochen
viele Todesopfer oder Flüchtlinge zu beobachten waren; begrenzte Kriege
und Kriege werden um ein Intensitätslevel heruntergestuft, wenn die
Zahlen in dieser Hinsicht niedrig waren.

### Reichweite
Für das Jahr 2014 wurde dem HIIK der Peter-Becker-Preis für Friedens- und Konfliktforschung zugesprochen.

## Publikationen (Auswahl)
- HIIK (2019): Conflict Barometer 2018. disputes - non violent crisis - violent crisis - limited wars - wars - No. 27, Heidelberg
- Nicolas Schwank, Thomas Wencker, Christoph Trinn (2013): Der Heidelberger Ansatz der Konfliktdatenerfassung. Zeitschrift für Friedens- und Konfliktforschung 2 (1), S. 32–63
- Nicolas Schwank, Christoph Trinn (2010): Muster und Entwicklungstrends politischer Konflikte im Spiegel des Conflict Information System (CONIS) Heidelberg, in: Feichtinger, Walter / Dengg, Anton (Hrsg.): Kein Feind in Sicht. Konfliktbilder und Bedrohungen der Zukunft (Wien: Böhlau), S. 65–87.
- Aurel Croissant, Uwe Wagschal, Nicolas Schwank, Christoph Trinn (2009): Kulturelle Konflikte seit 1945. Die kulturellen Dimensionen des globalen Konfliktgeschehens (Baden-Baden: Nomos), 296 S.